# José de Carvajal y Lancaster
Pour les articles homonymes, voir Carvajal et Lancaster.
José de Carvajal y Lancaster, né à Cáceres le 16 mars 1698 et mort le 8 avril 1754, est un homme politique espagnol.

## Biographie
Il était neveu de Fernando de Alencastre Noroña y Silva et son frère Juan est le quatrième duc d'Abrantes et Grand d'Espagne.
Il commence à la Chancellerie royale de Valladolid comme oidor (juge d'une Audiencia). Il occupe diverses charges à la Chambre des Indes (Cámara de Indias) et participe au Conseil d'État en tant que secrétaire du ministre.
Il occupe la présidence du Conseil des Indes durant le règne de Philippe V et secrétaire d'État sous Ferdinand VI.